# 钦北铁路
钦北铁路是连接中华人民共和国广西壮族自治区南部北部湾沿岸城市钦州和北海的铁路，全长104公里，为单线非电气化铁路，由铁道部及广西壮族自治区政府合资修建，1991年11月动工，1995年5月12日建成通车，同年7月1日投入运营。
该铁路属于南昆铁路的配套工程，为广西的地方铁路，也是广西沿海铁路的一部分。

## 概况
该铁路目前由中国铁路南宁局集团负责维护，广西沿海铁路公司运营管理。2009年起进行扩能改造，兴建钦北高速铁路。新线路於2013年12月30日开通运营。

## 主要技术指标
- 铁路等级：地铁Ⅰ级
- 正线数目：单线
- 限制坡度：6‰
- 最小曲线半径：600m，困难地段400m
- 牵引种类：内燃
- 牵引质量：3000t
- 到发线有效长：650m，部分850m
- 闭塞类型：非电气集中半自动闭塞

## 与其它铁路线的连接
- 钦州市：南防铁路、黎钦铁路。
- 合浦县：合湛铁路（建设中）。

## 参看
- 中国铁路南宁局集团
- 南昆铁路